# Brook Taylor
Brook Taylor (18. srpna 1685, Edmonton, blízko Londýna – 30. listopad, 1731) byl anglický matematik. Nejstarší syn Johna a Olivie Taylorových. Studoval na univerzitě v Cambridge. Od roku 1712 byl členem a v létech 1714–1718 sekretářem Královské vědecké společnosti.
Stěžejní díla vydaná roku 1715: Methodus incrementorum directa et inversa a Linear Perspective.
Je po něm pojmenována Taylorova řada.

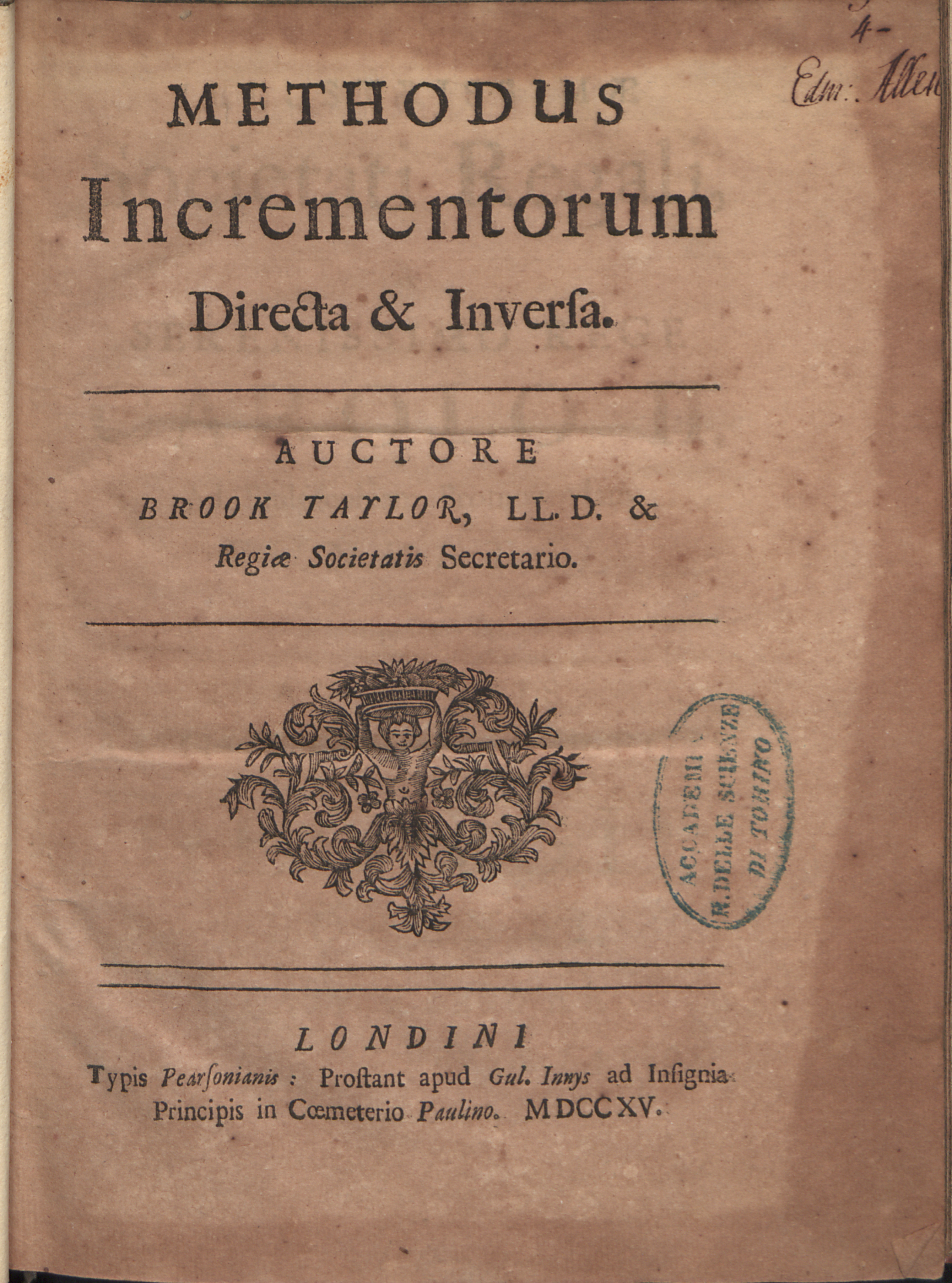
Methodus incrementorum directa et inversa, 1715